# Victor Bobsin Pereira
Victor Bobsin Pereira (* 12. Januar 2000 in Osório), auch bekannt als Bobsin, ist ein brasilianisch-spanischer Fußballspieler.

## Karriere

### Verein
Bobsin erlernte das Fußballspielen in der Jugend von Grêmio Porto Alegre im brasilianischen Porto Alegre. Hier unterschrieb er am 1. März 2021 auch seinen ersten Profivertrag. Der Verein spielte in der ersten Liga, der Série A. In seiner ersten Saison bestritt er 14 Erstligaspiele. 2021 und 2022 feierte er mit dem Verein den Gewinn der Staatsmeisterschaft von Rio Grande do Sul. Im Juli 2022 ging er nach Europa. Hier schloss er sich in Portugal dem Erstligisten CD Santa Clara an. Am Ende der Saison 2022/23 musste er mit dem Verein aus Santa Clara in die zweite Liga absteigen. Nach dem Abstieg wechselte er im Juli 2023 auf Leihbasis zum südkoreanischen Erstligisten Daegu FC.

### Nationalmannschaft
Von 2016 bis 2017 spielte Bobsin 18-mal in der brasilianischen U17-Nationalmannschaft. Mit der Mannschaft nahm der 2017 an der U-17-Südamerikameisterschaft teil. Am Ende des Turniers wurde er mit dem Team Südamerikameister. Im gleichen Jahr spielte er auch mit der Mannschaft bei der U-17-Weltmeisterschaft. Hier belegte er mit der Mannschaft den dritten Platz. 2018 kam er zweimal in Freundschaftsspielen der U20 zum Einsatz.

## Erfolge

### Verein
Grêmio Porto Alegre
- Staatsmeisterschaft von Rio Grande do Sul: 2021, 2022

### Nationalmannschaft
Brasilien U17
- U-17-Südamerikameisterschaft: 2017
- U-17-Weltmeisterschaft: 2017 (3. Platz)